# Federico González Obregón
Federico González Obregón (1 de marzo de 1913 en León, Guanajuato, México-29 de septiembre de 1986 en Guadalajara, Jalisco, México) fue un empresario mexicano que fungió como presidente del Club Deportivo Guadalajara durante dos períodos, el primero de ellos de 1949 a 1953 y el segundo de 1959 a 196.

## Biografía
Nació el 1 de marzo de 1913, fue el primer hijo del matrimonio formado por Federico González Arellano y Ana María Obregón Torres, quienes se casaron el 15 de mayo de 1912 en la ciudad de León, Guanajuato. Se casó en 1937  con Virginia Lozano Orozco, y producto de esta relación nacieron sus hijos Federico, Carlos, Juan Ignacio, Rafael, Eduardo, Francisco, Ana María y Guadalupe González Lozano.
En 1944 fundó, junto a Ignacio Orozco Torres y Dionisio García, la compañía de calzado Dione, la cual contaba en ese entonces con 45 empleados. Después de un período de transición, la compañía sigue existiendo hasta la actualidad y es administrada por su hijo Carlos, quien también fungió como presidente del Club Deportivo Guadalajara.
Fue elegido presidente de la institución rojiblanca por primera vez en el año de 1949, permaneció hasta 1953 y fue reelecto para el período de 1959 a 11961.
También ocupó cargos administrativos en otras instituciones jaliscienses, en 1960 fue presidente de Clubes Unidos de Jalisco y en 1964 fue presidente de la Cámara de la Industria del Calzado del Estado de Jalisco.
Murió el 29 de septiembre de 1986.